# NGC 2592
NGC 2592 је елиптична галаксија у сазвежђу Рак која се налази на NGC листи објеката дубоког неба.
Деклинација објекта је + 25° 58' 15" а ректасцензија 8h 27m 8,1s. Привидна величина (магнитуда) објекта NGC 2592 износи 12,4 а фотографска магнитуда 13,4. Налази се на удаљености од 25,7000 милиона парсека од Сунца. NGC 2592 је још познат и под ознакама UGC 4411, MCG 4-20-55, CGCG 119-102, PGC 23701.